# Coupe du monde de roller de vitesse 2012
Navigation
Édition précédente Édition suivante
La Coupe du monde de roller de vitesse 2012 ou World Inline Cup 2012 se déroule du 13 mai au 16 septembre 2012.

## Podiums étapes
| Etape | Date              | Classe    | Lieu    | Série | Vainqueur            | 2e                        | 3e                 |
| ----- | ----------------- | --------- | ------- | ----- | -------------------- | ------------------------- | ------------------ |
| 1     | 13 mai 2012       | Class 1   | Rennes  | F     | Jana Gegner          | Roberta Casu              | Justine Halbout    |
| 1     | 13 mai 2012       | Class 1   | Rennes  | H     | Yann Guyader         | Elton de Souza            | Nolan Beddiaf      |
| 2     | 20 mai 2012       | Top Class | Incheon | F     | Mi Young Kim         | Ting Huang Yu             | Ram Yu Ga          |
| 2     | 20 mai 2012       | Top Class | Incheon | H     | Yann Guyader         | Bart Swings               | Yoo Jong Nam       |
| 3     | 10 juin 2012      | Class 1   | Dijon   | F     | Jana Gegner          | Roberta Casu              | Justine Halbout    |
| 3     | 10 juin 2012      | Class 1   | Dijon   | H     | Bart Swings          | Yann Guyader              | Ewen Fernandez     |
| 4     | 16 juin 2012      | Class 1   | Ostrava | F     | Jana Gegner          | Kateřina Novotná          | Aleksandra Goss    |
| 4     | 16 juin 2012      | Class 1   | Ostrava | H     | Alfredo Enrique León | Sebastián Paredes Tigrero | Julio César Mirena |
| 5     | 16 septembre 2012 | Top Class | Jeonju  | F     | Jung Un Park         | Yoo Hee Kim               | Hay Ong Yang       |
| 5     | 16 septembre 2012 | Top Class | Jeonju  | H     | Joey Mantia          | Yann Guyader              | Min Yong Park      |

## Classement final
| Épreuves | Or              | Argent          | Bronze        |
| -------- | --------------- | --------------- | ------------- |
| Femmes   | Renata Karabova | Aleksandra Goss | Jana Gegner   |
|          |                 |                 |               |
| Hommes   | Yann Guyader    | Julien Levrard  | Felix Rijhnen |